# Junta Española de Liberación
La Junta Española de Liberación (JEL) va ser una institució creada per part de l'exili republicà espanyol després de la Guerra Civil, que tractava de ser una alternativa per a la formació d'un govern republicà més integrat que el representat per les alternatives comunistes. Es va fundar a Mèxic el 1943, i van formar-ne part el Partit Socialista Obrer Espanyol, Izquierda Republicana, Esquerra Republicana de Catalunya, Acció Republicana de Catalunya i la Unió Republicana.
Presidida primer per Diego Martínez Barrio i després per Félix Gordón Ordás, i amb Indalecio Prieto com a secretari general, va tractar de contrarestar a la Unión Nacional Española, dirigida pel Partit Comunista d'Espanya i encapçalada per Juan Negrín. El seu major èxit va ser aconseguir que la Carta de les Nacions Unides elaborada a San Francisco, a la que va participar d'espectadora, inclogués una esmena que impedia l'accés als organismes internacionals als estats i règims constituïts pel suport de les potències nazi - feixistes. * 18 de juny : Mèxic denuncia el cop militar feixista. Va desaparèixer el 31 d'agost de 1945.